# Earl of Leicester
Earl of Leicester (ausgesprochen „Lester“) ist ein erblicher britischer Adelstitel. Er wurde erstmals im 12. Jahrhundert innerhalb der Peerage of England geschaffen; heute ist er ein Titel innerhalb der Peerage of the United Kingdom, der 1837 verliehen wurde.
Der Stammsitz des heutigen Earls of Leicester ist Holkham Hall bei Wells-next-the-Sea in Norfolk.

## Geschichte
Der erste Titelträger war um 1107 Robert de Beaumont, der gleichzeitig noch den Titel eines französischen Grafen von Meulan trug. Drei Generationen seiner Nachfolger, alle mit Vornamen Robert, nannten sich Earl of Leicester.
Die männliche Linie der Beaumont endete mit dem vierten Earl. Sein Besitz wurde zwischen seinen beiden Schwestern aufgeteilt; Simon de Montfort, 5. Earl of Leicester, der Sohn der ältesten Schwester, erwarb Leicester und die Rechte an der Grafschaft, Saer de Quincy, der Ehemann der jüngeren Schwester wurde zum Earl of Winchester ernannt. Montfort wurde aufgrund der Feindschaft zwischen England und Frankreich zu jener Zeit niemals formal als Earl anerkannt. Erst seinem zweiten Sohn, Simon de Montfort, 6. Earl of Leicester, gelang es, die Grafschaft und das damit verbundene Land in Besitz zu nehmen. Hier handelt es sich um jenen Simon de Montfort, der in der Regierungszeit Heinrichs III. auftrat und in der Schlacht bei Evesham am 4. August 1265 getötet wurde. Mit ihm erlosch der Titel.
Die Ländereien Montforts mit der Honour of Leicester wurden bald darauf, am 26. Oktober 1265, an Edmund, den jüngsten Sohn des Königs vergeben. Im Januar 1267 wurde Edmund dann zum Earl of Leicester erhoben. Sein Sohn Thomas of Lancaster, 2. Earl of Lancaster verlor die Earlswürde und wurde 1322 wegen Hochverrats hingerichtet. Thomas jüngerer Bruder Henry durfte ab 1324 wieder den Titel führen; dessen Sohn Henry of Grosmont hinterließ lediglich zwei Töchter, auf die der Besitz aufgeteilt wurde: die ältere Tochter, Maud of Lancaster, erhielt die Grafschaft, die dann von ihrem Ehemann Wilhelm V. Graf von Holland gehalten wurde. Da Maud kurze Zeit später starb, ging der Titel an John of Gaunt, den Ehemann der jüngeren Schwester, Blanche of Lancaster, der später zum Duke of Lancaster erhoben wurde. Sowohl das Herzogtum als auch die Earlswürde erbte John of Gaunts Sohn Henry Bolingbroke, und beide Titel erloschen, als Henry den Thron bestieg, da der Titel nun mit der Krone vereinigt wurde. Das zur Grafschaft gehörende Land wurde Teil des späteren Herzogtums Lancaster.
Königin Elisabeth I. schuf den Titel am 29. September 1564 für ihren Favoriten Robert Dudley neu. Tags zuvor hatte sie ihm den nachgeordneten Titel Baron Denbigh verliehen. Da Dudley 1588 ohne Erben starb, erloschen seine Titel mit seinem Tod wieder, jedoch ging die nächste Verleihung des Earldoms am 2. August 1618 an Dudleys Neffen Robert Sidney, 1. Viscount L’Isle. Dieser war zuvor am 13. Mai 1603 zum Baron Sydney und am 4. Mai 1605 zum Viscount L’Isle erhoben worden. Seine Nachkommen führten die Titel bis zum Tod des siebten Earls, der 1743 ohne Erben starb. Die nächste Verleihung ging am 9. Mai 1744 an Thomas Coke, 1. Baron Lovell, dem zugleich der nachgeordnete Titel Viscount Coke verliehen wurde. Bereits am 28. Mai 1728 war dieser zum Baron Lovell erhoben worden. Aber auch er starb ohne Erben am 20. April 1759, so dass seine Titel erloschen.
Die nächste Verleihung ging am 18. Mai 1784 an George Townshend, 16. Baron Ferrers of Chartley, der 1807 auch den Titel 2. Marquess Townshend erbte, und erlosch wieder mit dem Tod des 3. Marquess 1855. Zuvor, am 12. August 1837, war jedoch einem anderen Thomas Coke der Titel eines Earl of Leicester, of Holkham in the County of Norfolk, verliehen worden. Letzterem wurde zusammen mit dem Earldom der nachgeordnete Titel Viscount Coke verliehen. Sein Titelerbe (Heir Apparent) führt den Höflichkeitstitel Viscount Coke.

## Liste der Earls of Leicester

### Earls of Leicester, erste Verleihung (1107)
- Robert de Beaumont, 1. Earl of Leicester (* 1050; † 1118)
- Robert de Beaumont, 2. Earl of Leicester (* 1104; † 1168)
- Robert de Beaumont, 3. Earl of Leicester († 1190)
- Robert de Beaumont, 4. Earl of Leicester († 1204)
- Simon de Montfort, 5. Earl of Leicester (* um 1170; † 1218) (bestätigt 1207)
- Simon de Montfort, 6. Earl of Leicester (* 1208; † 1265) (erloschen 1265)

### Earls of Leicester, zweite Verleihung (1265)
- Edmund Crouchback, 1. Earl of Lancaster, 1. Earl of Leicester (* 1245; † 1296)
- Thomas Plantagenet, 2. Earl of Lancaster, 2. Earl of Leicester (* um 1280; † 1322) (Titel verwirkt 1322)
- Henry Plantagenet, 3. Earl of Lancaster, 3. Earl of Leicester (* um 1281; † 1345) (Titel wiederhergestellt 1327)
- Henry of Grosmont, 1. Duke of Lancaster, 4. Earl of Leicester († 1361)
- John of Gaunt, 1. Duke of Lancaster, 5. Earl of Leicester (* 1340; † 1399)
- Henry Bolingbroke, 2. Duke of Lancaster, 6. Earl of Leicester (* 1367; † 1413) (wurde 1399 König von England)

### Earls of Leicester, dritte Verleihung (1564)
- Robert Dudley, 1. Earl of Leicester (* 1532; † 1588)

### Earls of Leicester, vierte Verleihung (1618)
- Robert Sidney, 1. Earl of Leicester (* 1563; † 1626)
- Robert Sidney, 2. Earl of Leicester (* 1595; † 1677)
- Philip Sidney, 3. Earl of Leicester (* 1619; † 1698)
- Robert Sidney, 4. Earl of Leicester (* 1649; † 1702)
- Philip Sidney, 5. Earl of Leicester (* 1676; † 1705)
- John Sidney, 6. Earl of Leicester (* 1680; † 1737)
- Jocelyn Sidney, 7. Earl of Leicester (* 1682; † 1743)

### Earls of Leicester, fünfte Verleihung (1744)
- Thomas Coke, 1. Earl of Leicester (* 1697; † 1759)

### Earls of Leicester, sechste Verleihung (1784)
- George Townshend, 2. Marquess Townshend, 1. Earl of Leicester (* 1755; † 1811)
- George Townshend, 3. Marquess Townshend, 2. Earl of Leicester (* 1778; † 1855)

### Earls of Leicester, siebte Verleihung (1837)
- Thomas William Coke, 1. Earl of Leicester (* 1754; † 1842)
- Thomas William Coke, 2. Earl of Leicester (* 1822; † 1909)
- Thomas William Coke, 3. Earl of Leicester (* 1848; † 1941)
- Thomas William Coke, 4. Earl of Leicester (* 1880; † 1949)
- Thomas William Edward Coke, 5. Earl of Leicester (* 1908; † 1976)
- Anthony Louis Lovel Coke, 6. Earl of Leicester (* 1909; † 1994)
- Edward Douglas Coke, 7. Earl of Leicester (* 1936; † 2015)
- Thomas Edward Coke, 8. Earl of Leicester (* 1965)

Titelerbe (Heir Apparent) ist der Sohn des aktuellen Earls, Edward Horatio Coke, Viscount Coke (* 2003).